# Zamek Wolfenbüttel
Zamek Wolfenbüttel (niem. Schloss Wolfenbüttel) – dawna wieloletnia siedziba książąt Brunszwiku i Lüneburga z dynastii Welfów, znajdująca się w niemieckim mieście Wolfenbüttel.

## Historia
Zamek na wodzie wzniesiono w wieku XIII. Warownię rozbudowano po roku 1432, w 1542 została zniszczona przez wojska związku szmalkaldzkiego. Za czasów księcia Henryka Juliusza (lata panowania 1589–1613) założono teatr prowadzony przez angielskich aktorów. W 1614 dobudowano renesansową wieżę autorstwa Paula Franckego, a w latach 1690-1740 elewacje i wnętrza przebudowano w stylu barokowym wg projektu Hermanna Korba.
W 1754 roku siedzibę książąt przeniesiono do Brunszwiku. W następnych latach zamek pełnił funkcję rezydencji pisarza, dramaturga i krytyka literackiego Gottholda Ephraima Lessinga, księgarni, teatru czy sądu.
Od 1866 Anna Vorwerk wykorzystywała część sal zamkowych jako przedszkole, które po kilku latach przekształcono w szkołę dla dziewcząt. Od 1878 roku działalność prywatnej uczelni była wspomagana przez państwo niemieckie. W 1902, dwa lata po śmierci Vorwerk, opiekę nad szkołą przejęła fundacja. W 1913 równolegle utworzono gimnazjum, które od 1922 było własnością miasta. Zamek został siedzibą państwowej szkoły średniej Anna-Vorwerk-Oberschule, która funkcjonuje do dziś z przerwą w latach 1935–1946. Wraz z rokiem szkolnym 1969/1970 nazwę uczelni zmieniono na Gymnasium im Schloss. W 2014 roku otwarto nowy budynek szkoły, znany jako Spiegelschloss.
Od 2000 roku odrestaurowane sale są udostępniane do zwiedzania i mieszczą wystawę muzeum zamkowego.

## Architektura
Obecnie dawny zamek na wodzie reprezentuje styl barokowy. Autorem rzeźb na balustradach i moście jest tyrolski artysta Franz Finck, są one personifikacjami cnot i obowiązków monarchów. Dziedziniec pałacu otaczają arkady z 1643 roku, zdobi go monogram księcia Augusta Wilhelma i inskrypcja Parta tueri – zachowaj, co nabyłeś.

## Galeria

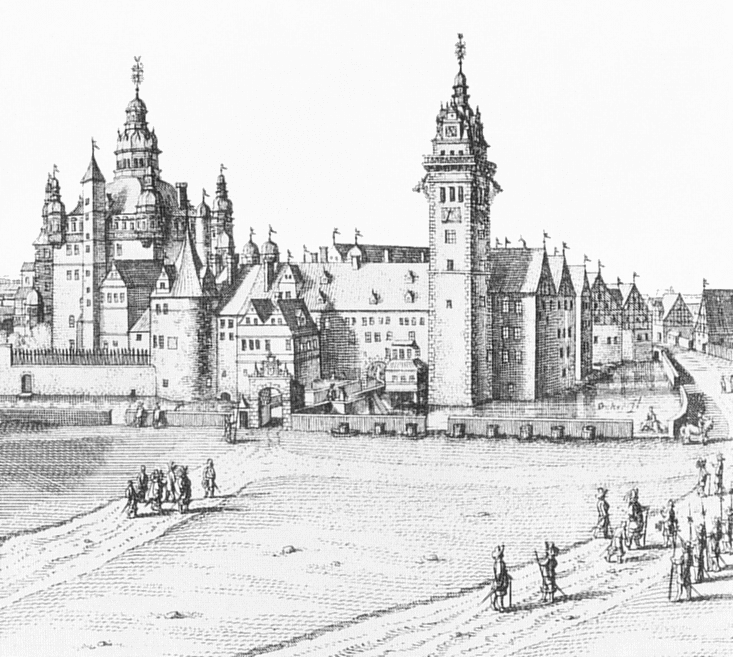
Widok przed przebudową
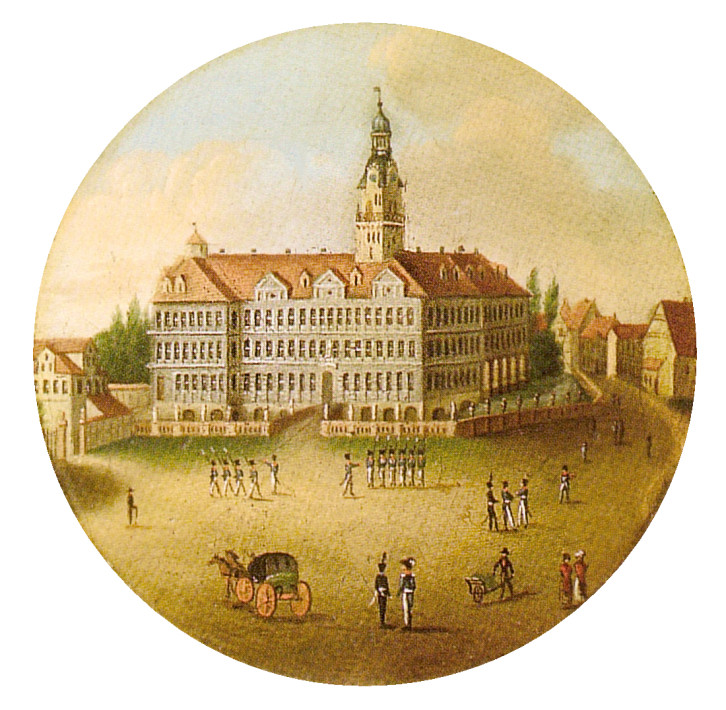
Widok w 1820
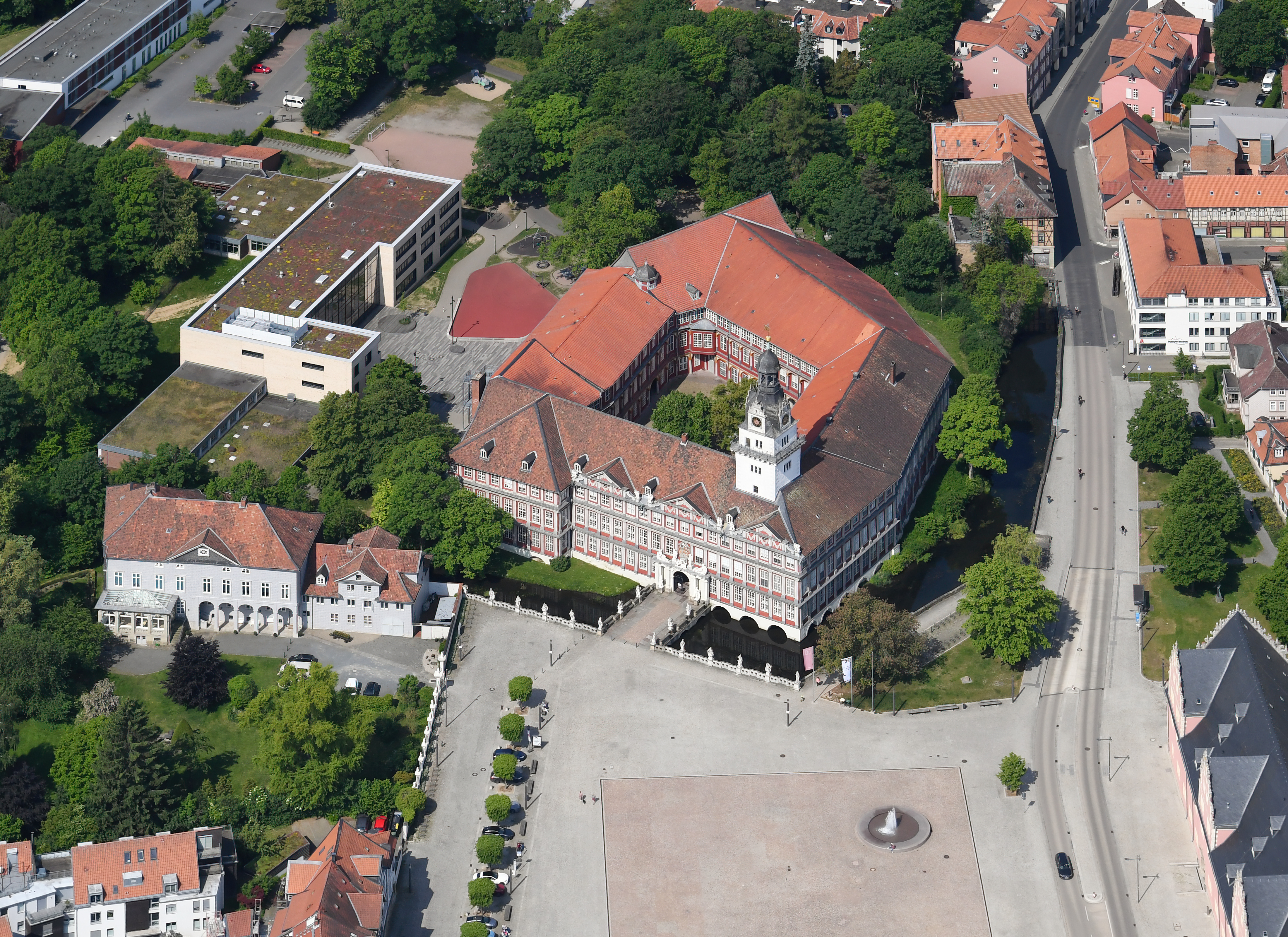
Widok z lotu ptaka
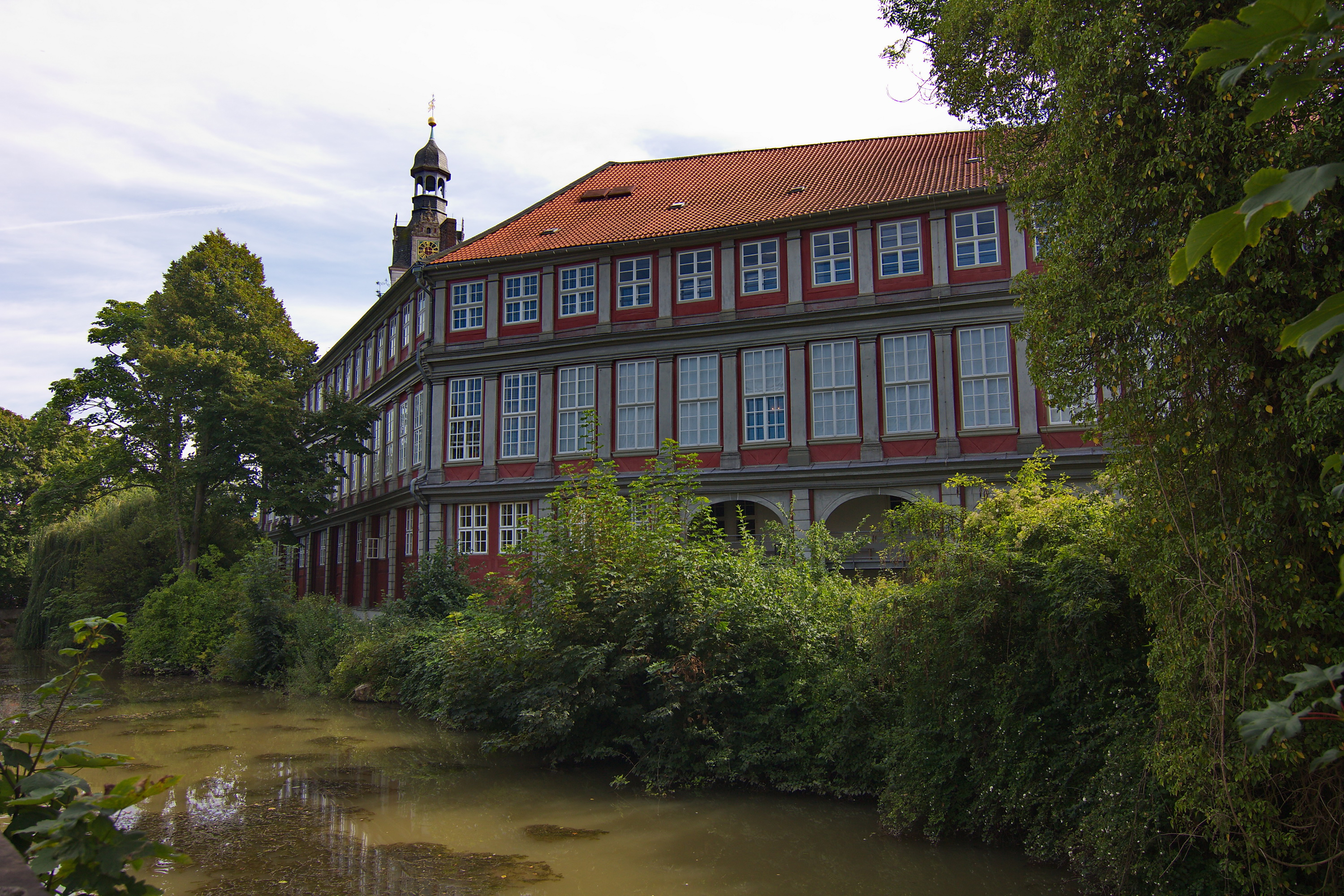
Widok z północnego zachodu
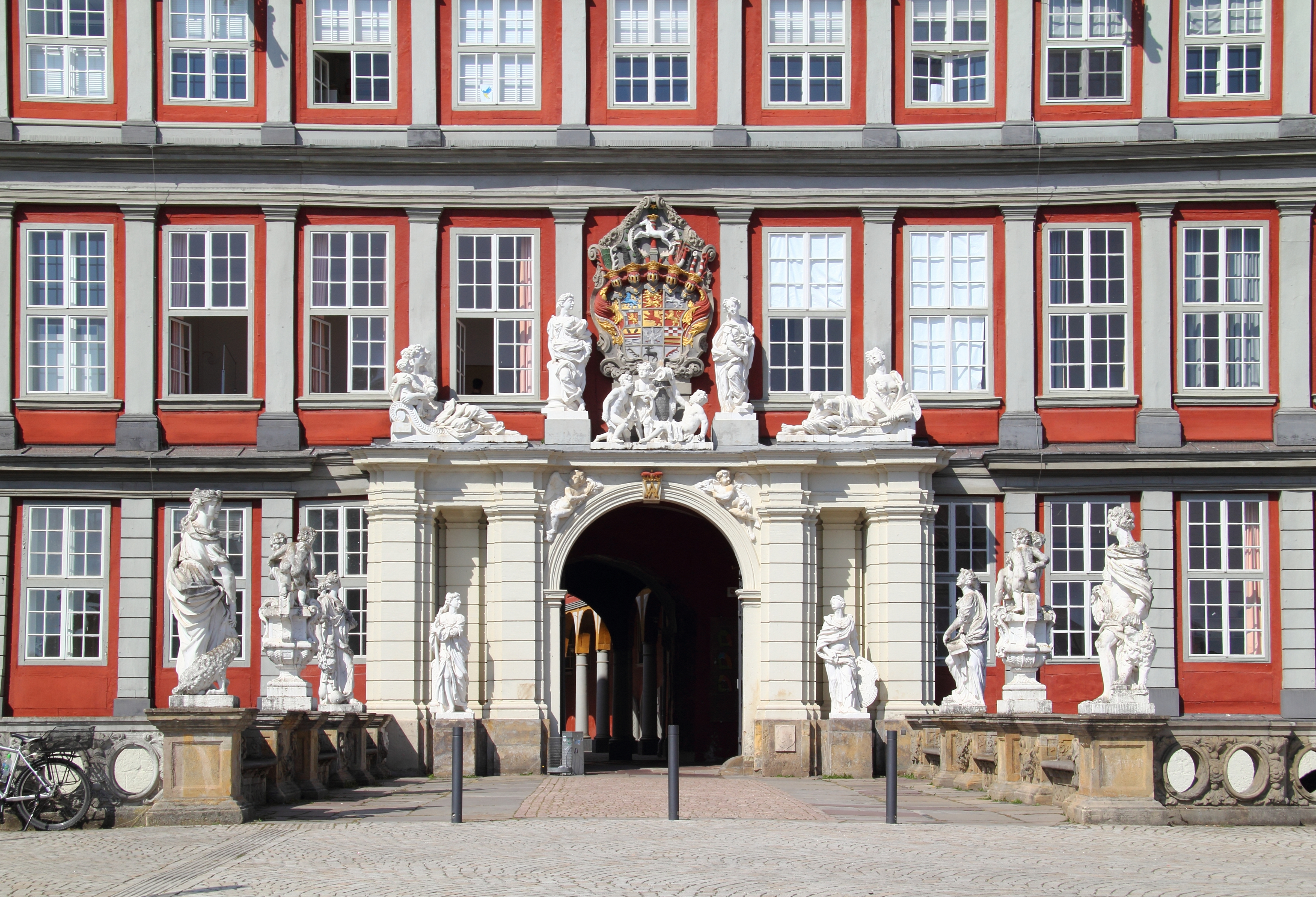
Brama główna
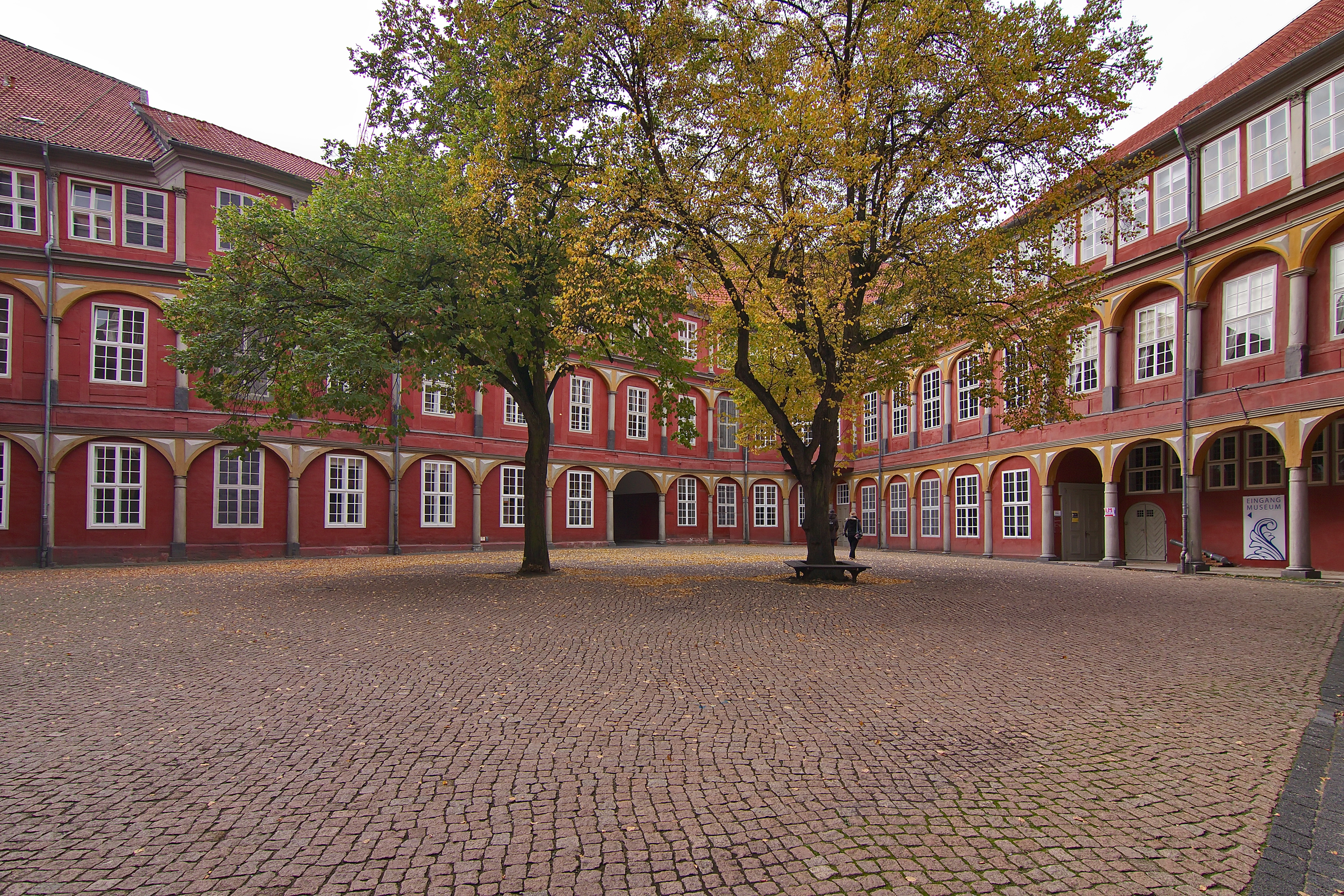
Dziedziniec